# Hôtel Haerens
L'Hôtel Haerens est un hôtel de maître de style Art déco édifié par l'architecte Antoine Courtens sur le territoire de la commune d'Uccle dans l'agglomération urbaine de Bruxelles, en Belgique.
L'Hôtel Haerens est une des deux œuvres les plus significatives d'Antoine Courtens à Bruxelles, avec le Palais de la Folle Chanson, un immeuble d'angle bâti au rond-point de l'Étoile à Ixelles qui figure parmi les meilleurs exemples d'architecture Art déco à Bruxelles.

## Localisation
L'Hôtel Haerens se dresse au numéro 384 de l'avenue Brugmann, à l'angle que cette artère forme avec la rue de la Ramée, dans le bas de l'avenue à Uccle.

## Historique
Après avoir travaillé dans l'atelier de Victor Horta sur le projet du Palais des Beaux-Arts de Bruxelles, Antoine Courtens travaille à Paris, à Lyon puis à Düsseldorf.
En 1928, de retour à Bruxelles, il dresse les plans de nombreux édifices, dont ses deux œuvres les plus significatives à Bruxelles, l'Hôtel Haerens et le Palais de la Folle Chanson.
Il construit de 1928 à 1931 l'Hôtel Haerens pour Robert Haerens, un ingénieur qui travaillait pour le groupe Empain, et son épouse, la femme sculpteur Luisa Robelus,.
L'édifice est classé depuis le 8 août 1988, comme le Palais de la Folle Chanson. Il porte la référence 2311-0037/0.
Le bâtiment, dont la façade et les toitures ont été restaurées en 2009-2010 grâce à un subside alloué en 2008 par la Région de Bruxelles-Capitale, est aujourd'hui occupé par des bureaux,.

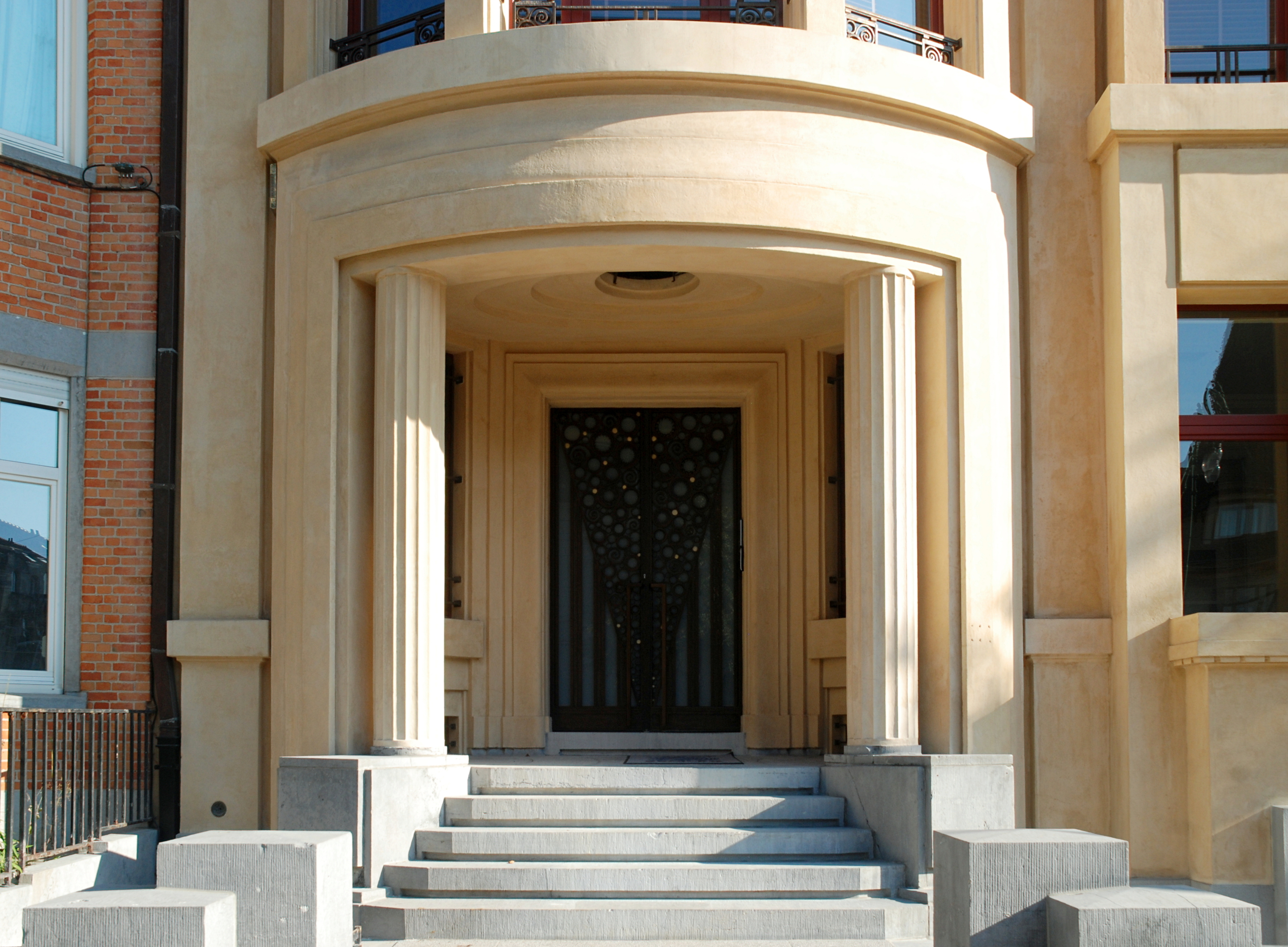
Le porche flanqué de colonnes cannelées.

## Architecture

### Description générale
L'Hôtel Haerens est caractérisé par la fragmentation des volumes, le traitement d'angle en rotonde et des jeux de retraits.
Il déploie sa façade principale le long de l'avenue Brugmann et sa façade secondaire le long de l'avenue de la Ramée.
La façade de l'avenue Brugmann présente, à gauche, une travée d'entrée percée au rez-de chaussée d'un porche arrondi flanqué de deux belles colonnes cannelées et orné d'une belle porte en fer forgé martelé, au dessin géométrique typique de l'Art déco. Le porche est surmonté d'un oriel percé de trois fenêtres. Cette façade se continue, au centre, par un avant-corps en légère saillie percé  à chaque niveau de trois baies rectangulaires.
Vient ensuite la « rotonde qui épouse parfaitement l'angle des deux avenues » et relie les deux façades. Cette rotonde est percée à chaque niveau de quatre fenêtres et est surmontée d'un étage supplémentaire sommé d'une coupole en cuivre.
La façade de l'avenue de la Ramée présente, à gauche, une seconde travée d'entrée percée d'une porte en verre translucide et en fer martelé, et surmontée d'un triplet de fenêtres en saillie et d'une loggia. Viennent ensuite une deuxième travée ornée d'un oriel et une troisième percée d'une porte de garage, d'un triplet de fenêtres en saillie et d'une vaste baie tripartite à l'étage.

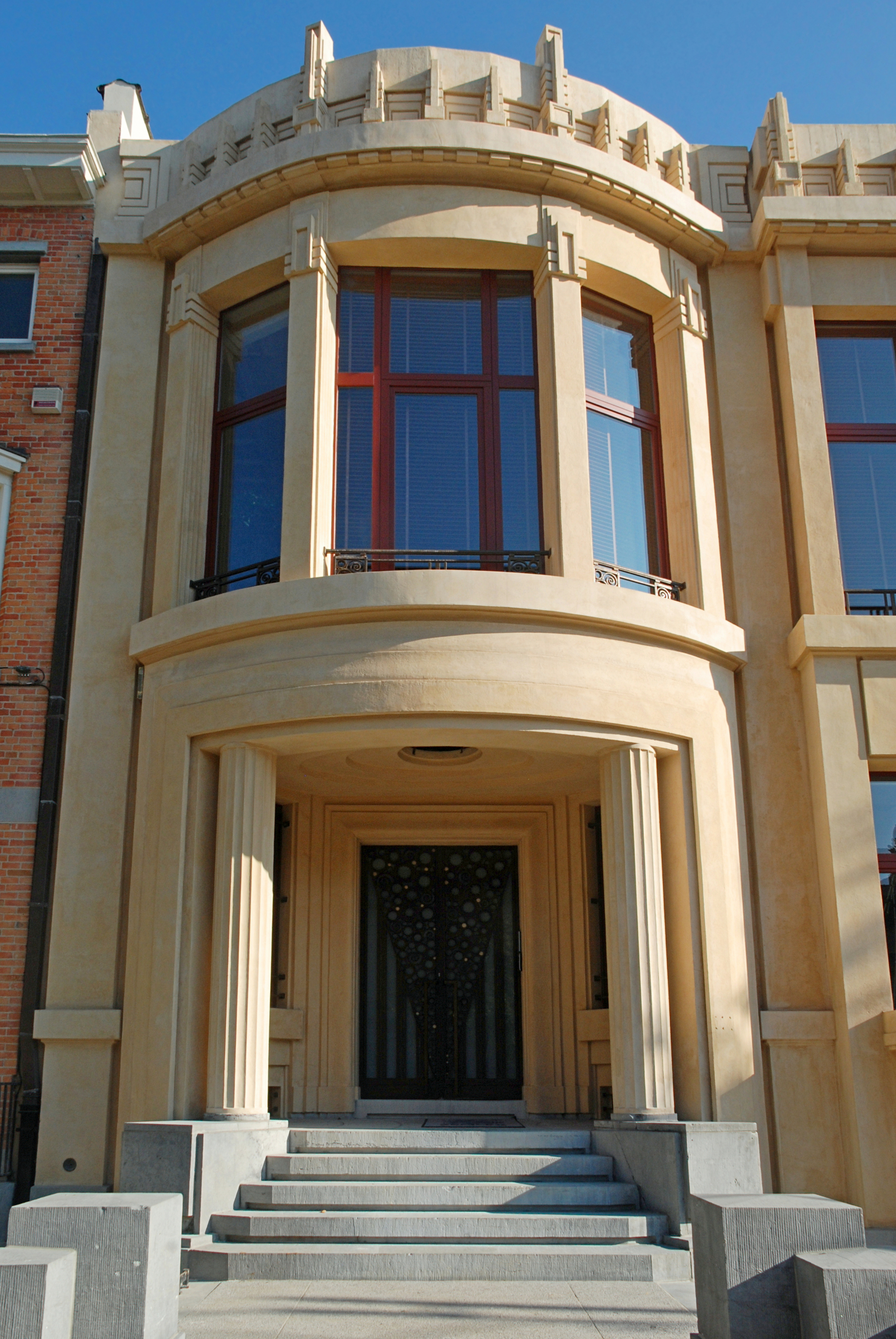
La travée d'entrée principale.
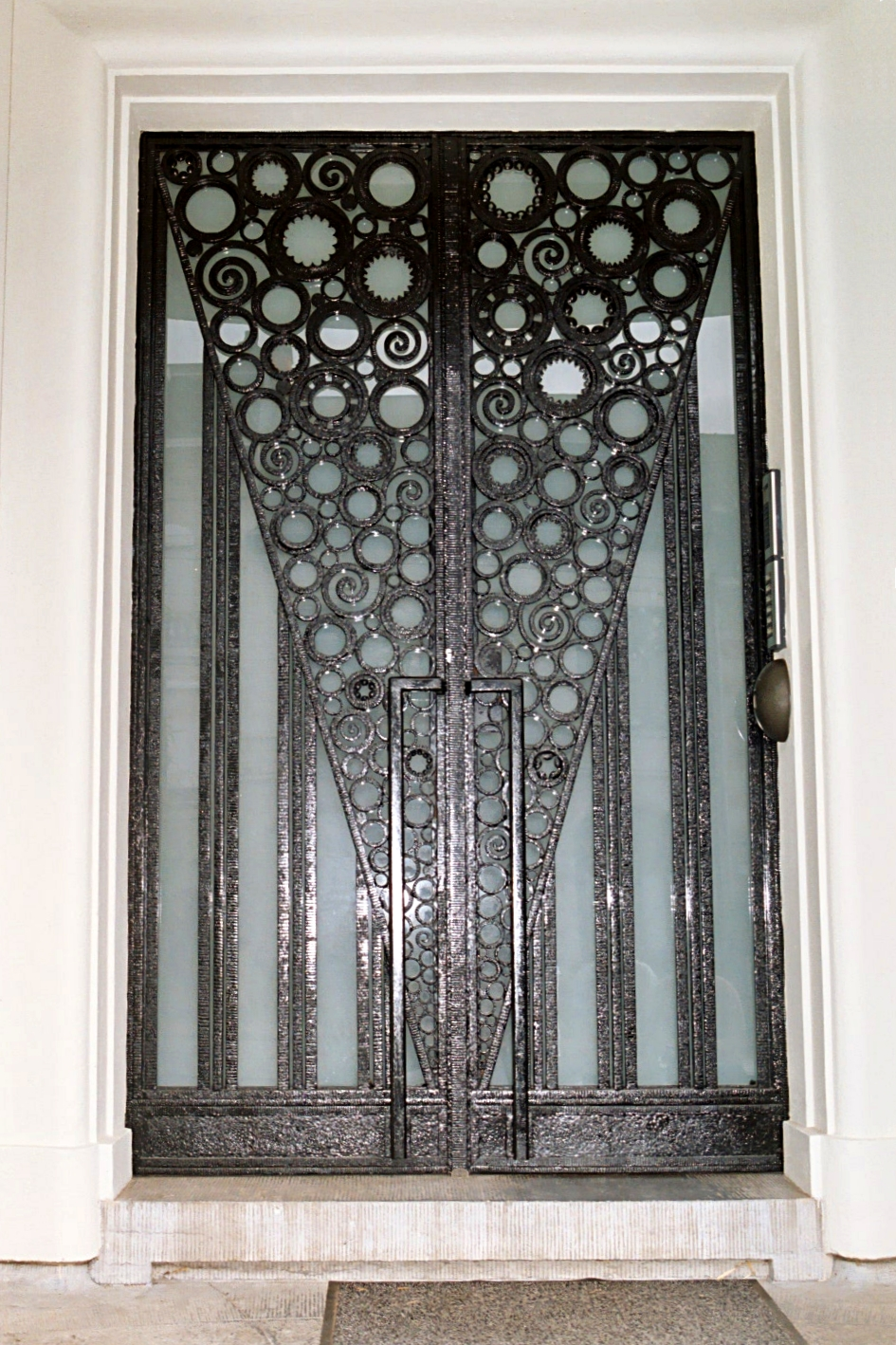
La porte en fer forgé martelé (avenue Brugmann).
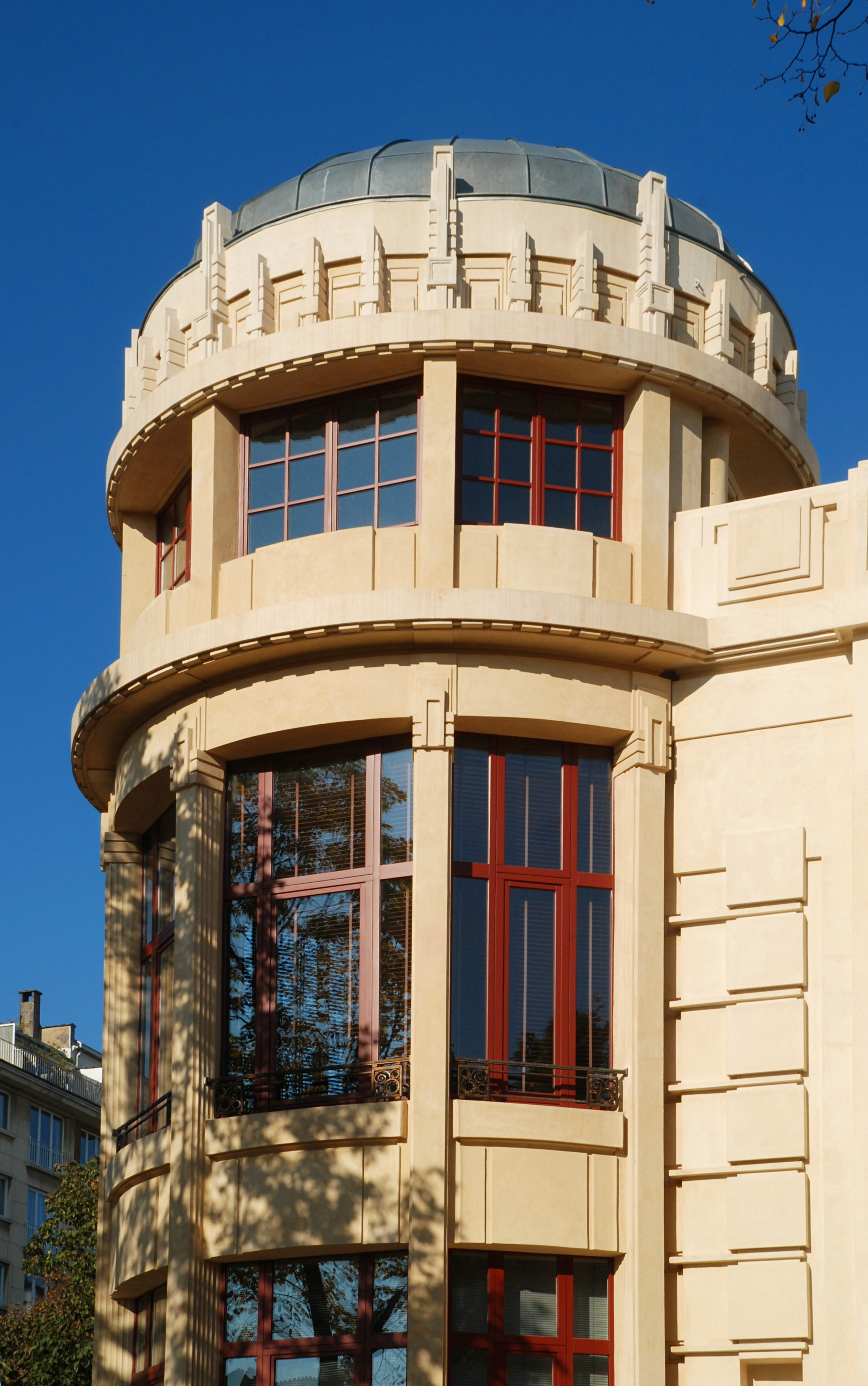
La travée d'angle et sa coupole.
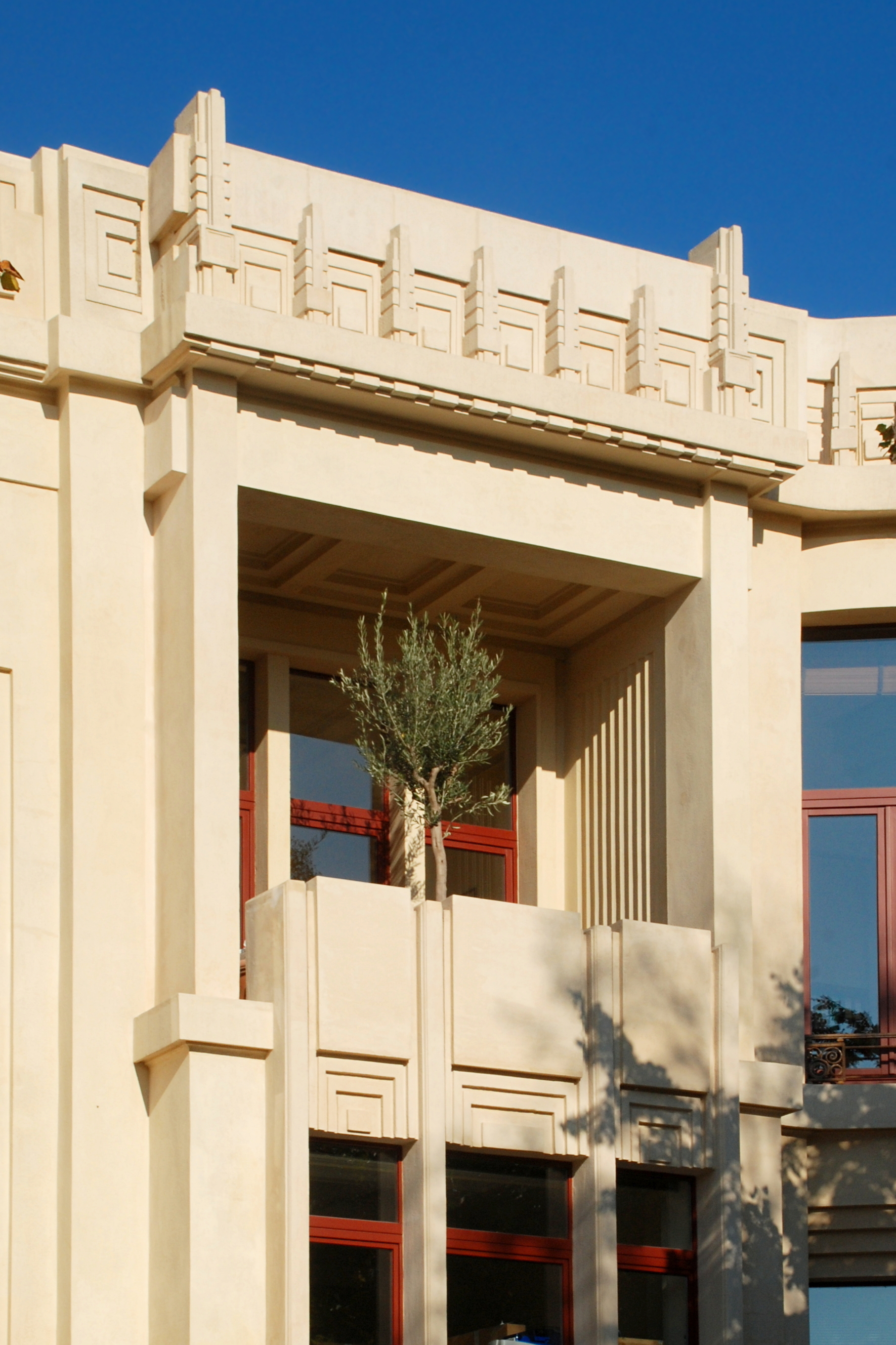
La loggia (avenue de la Ramée).

### Répertoire ornemental

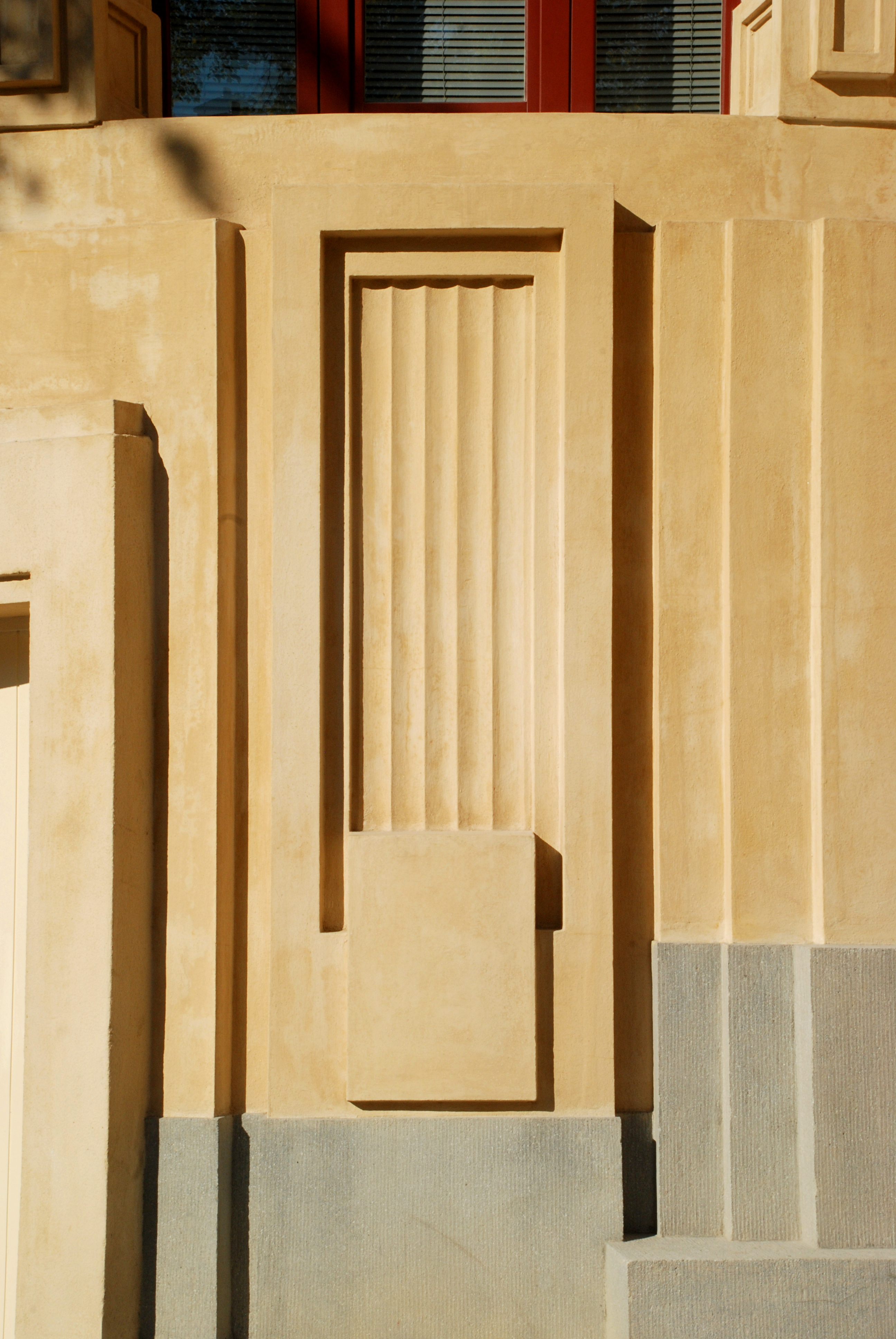
Pilastre cannelé au pied de la rotonde.

Les façades et la rotonde de l'Hôtel Haerens combinent (outre les portes en fer forgé martelé) deux types d'ornementation.
D'un côté, des éléments empruntés au langage ornemental gréco-romain de l'antiquité. On trouve ainsi des colonnes cannelées de part et d'autre du porche, des cartouches enserrant des pilastres cannelés au pied de la rotonde ainsi que des frises de denticules sous les corniches.
De l'autre, des éléments décoratifs inspirés du répertoire ornemental de l'architecte américain Frank Lloyd Wright. Antoine Courtens fut en effet stagiaire en 1924 dans l'atelier de Victor Horta qui visita les œuvres de Frank Lloyd Wright lors des années qu'il passa en exil aux États-Unis pendant la Première Guerre mondiale, de 1915 à 1919. Par l'intermédiaire de Horta, Courtens découvre l'esthétique de l'architecte américain, qui est une révélation pour lui : à partir de 1928, il intègre dans ses compositions des éléments décoratifs imités de l'architecte américain. Il a pu également être influencé par les numéros richement illustrés consacrés en 1925 à Frank Lloyd Wright par la revue néerlandaise Wendingen.
L'attique qui surmonte les corniches des façades et de la rotonde de l'Hôtel Haerens est orné d'une frise d'ornements géométriques semblables à ceux utilisés par Frank Lloyd Wright sur les façades du Unity Temple d'Oak Park (1905) et de la Hollyhock House (1917) à East Hollywood.
Des motifs géométriques similaires ornent le sommet des pilastres qui séparent les baies de l'étage de la rotonde et de la travée d'entrée.
Ces ornements géométriques rappellent ceux du Palais des Beaux-Arts de Bruxelles de Victor Horta, pour lequel Antoine Courtens avait dessiné certains ornements.

Ornements géométriques inspirés du répertoire de Frank Lloyd Wright
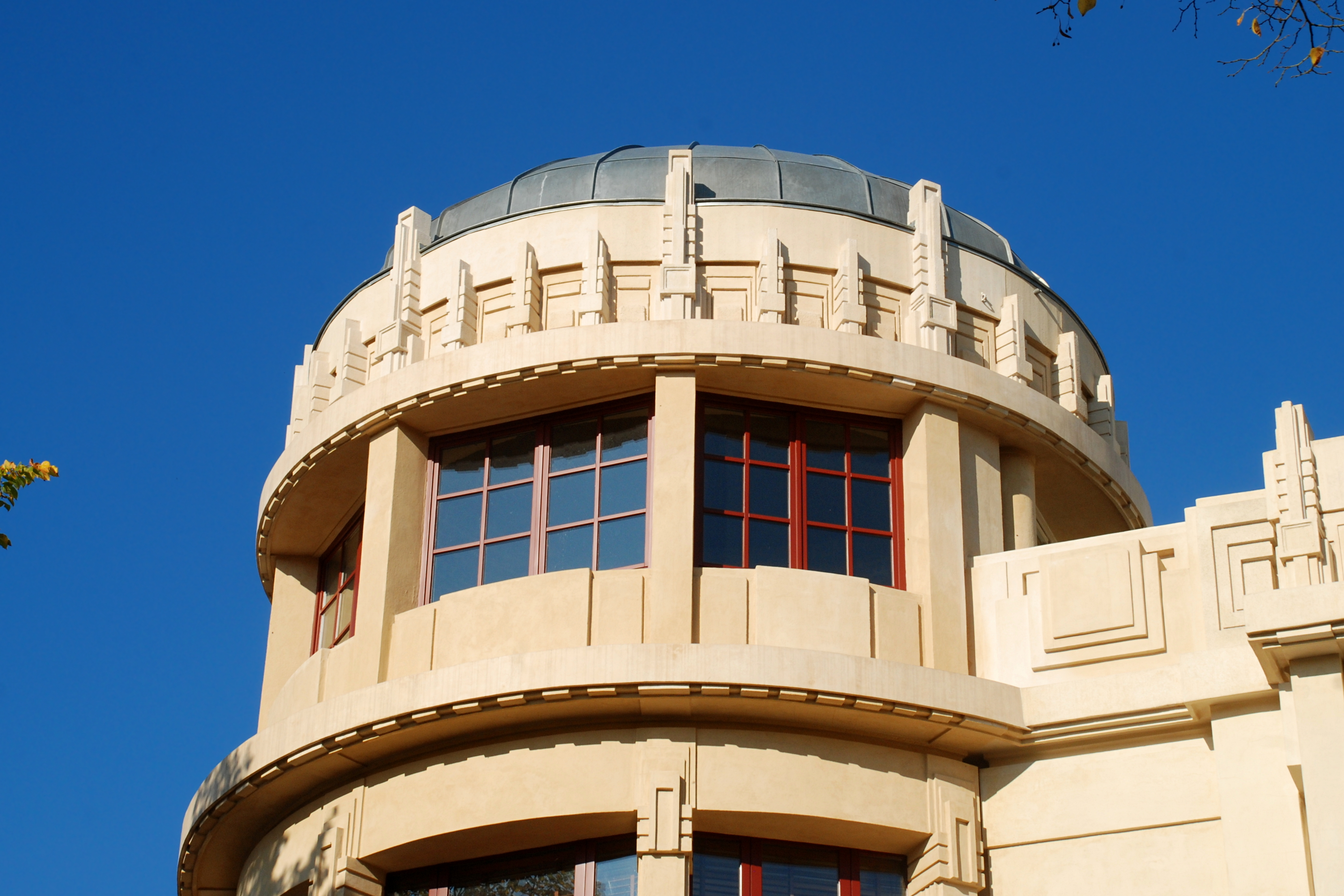
Couronnement de la travée d'angle.
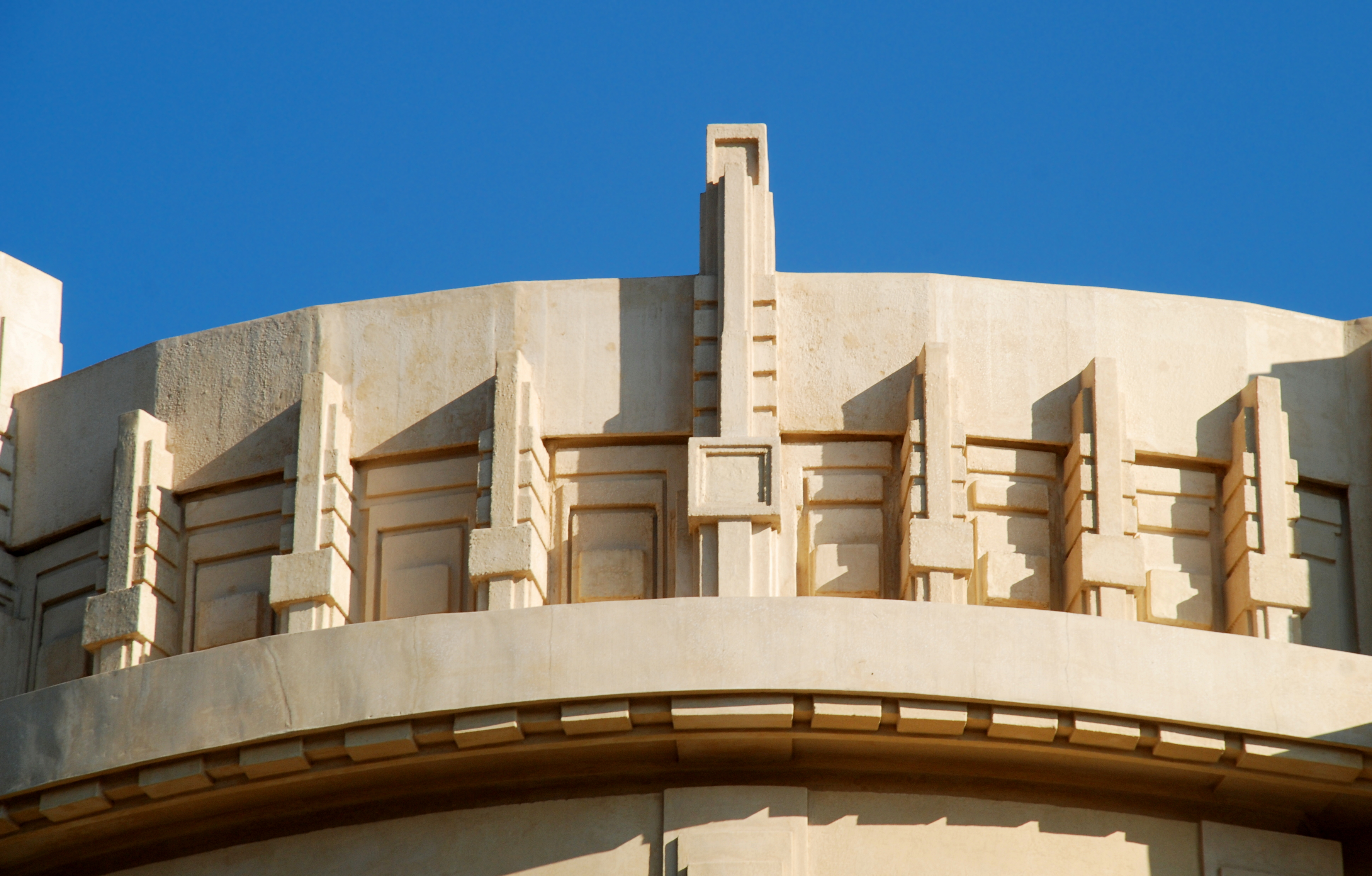
Frise d'ornements.
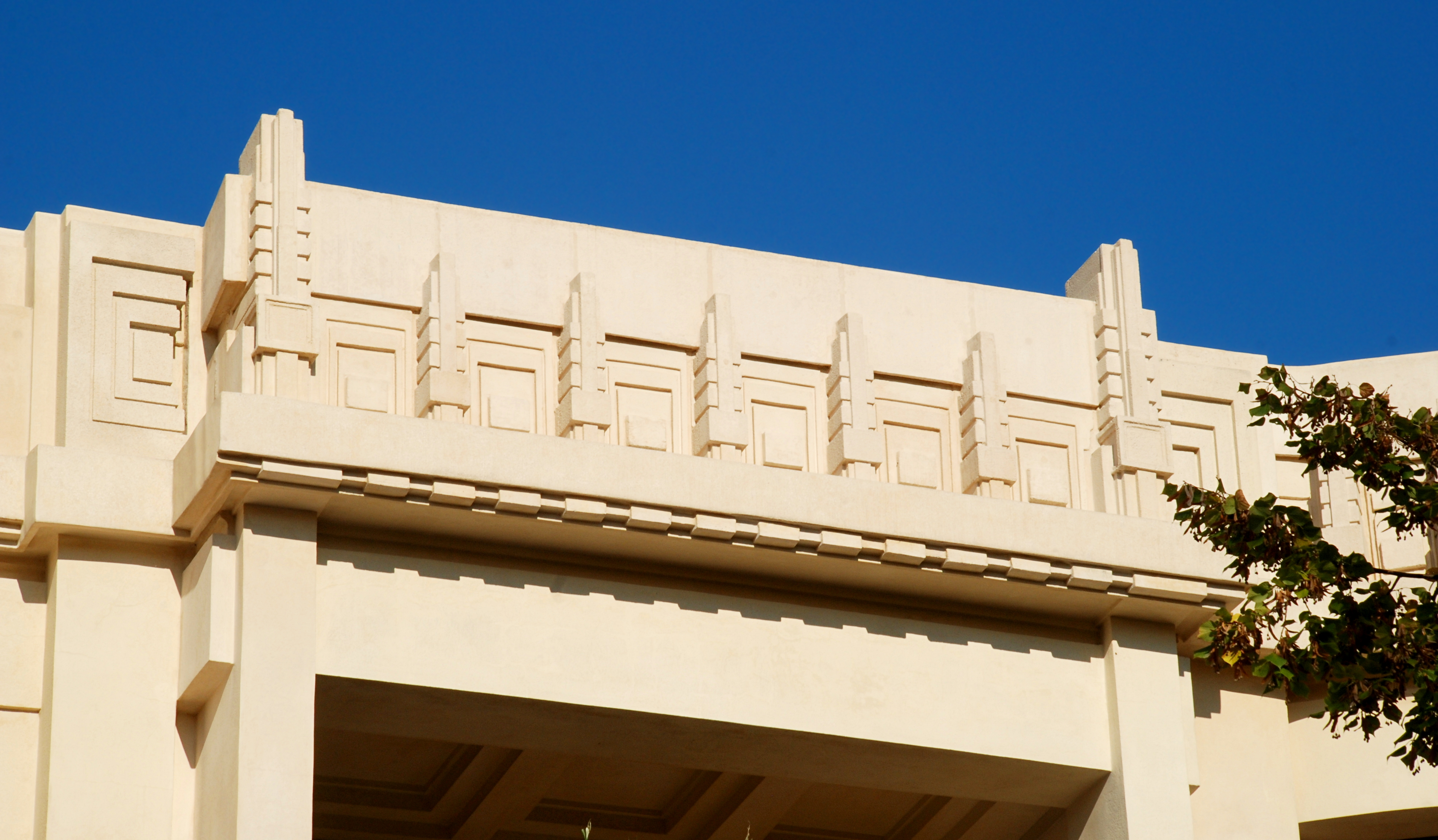
Frise d'ornements de la loggia.